# تای ایرآسیا ایکس
تای ایرآسیا ایکس (به انگلیسی: Thai AirAsia X) یک شرکت هواپیمایی با کد یاتا XJ است که در تاریخ ۲۰۱۴ میلادی تأسیس شده است. دفتر مرکزی تای ایرآسیا ایکس در بانکوک، تایلند واقع شده‌است و قطب این شرکت هواپیمایی در فرودگاه بین‌المللی دن موئنگ قرار دارد و به ۴ مقصد، پرواز مستقیم انجام می‌دهد.
- ایرآسیا
- ایرآسیا ایکس
- تای ایراسیا